# アレクサンドル・ファルギエール
アレクサンドル・ファルギエール（Alexandre Falguière、1831年9月7日 - 1900年4月20日）はフランスの彫刻家、画家である。

## 略歴
トゥールーズで生まれた。パリに出てアルベール＝エルネスト・カリエ＝ベルーズとフランソワ・ジョフロワに彫刻を学び、1859年に彫刻部門のローマ賞をルイス・レオン・キュニョーとともに受賞し、ローマ留学の奨学金受給の資格を得た。
1864年からサロン・ド・パリに出展を始め、1868年に『タルキシウス、キリスト教殉教者』を出展し、名誉メダルを受賞した。この作品は現在はオルセー美術館に収蔵されている。1873年からは絵画の出展も行うようになり、当時人気のあったジャン＝ジャック・エンネルのスタイルの絵画を描いたが、彫刻に比べて評価は高くない。
彫刻の分野では、ジャン＝バティスト・カルポーのスタイルから影響を受けていたが独自なスタイルを開き、1870年代から、オペラ座やフランス座といった劇場などからの注文を受け、公共施設の記念碑やモニュメント、寓意的な彫像の注文を受けるようになった。1878年にレジオンドヌール勲章（オフィシエ）を受勲した。1878年のパリ万国博覧会では、会場のトロカデロ宮殿に当時の6人の有力な彫刻家が選ばれて、それぞれ六大陸を象徴する像を制作し、ファルギエールはアジアの像を制作した。後に六大陸の像はオルセー美術館に移された。
1882年にパリ国立高等美術学校の教授に任じられた。ファルギエールの指導した学生にはアントナン・メルシエやアントワーヌ・ブールデル、ローラン・マルケストらがいる。1882年にフランス学士院の会員に選ばれた。
1900年にニームで、モニュメント制作の作業中に病に倒れ、急遽パリに搬送されたが、数時間後に死亡した。

## 作品

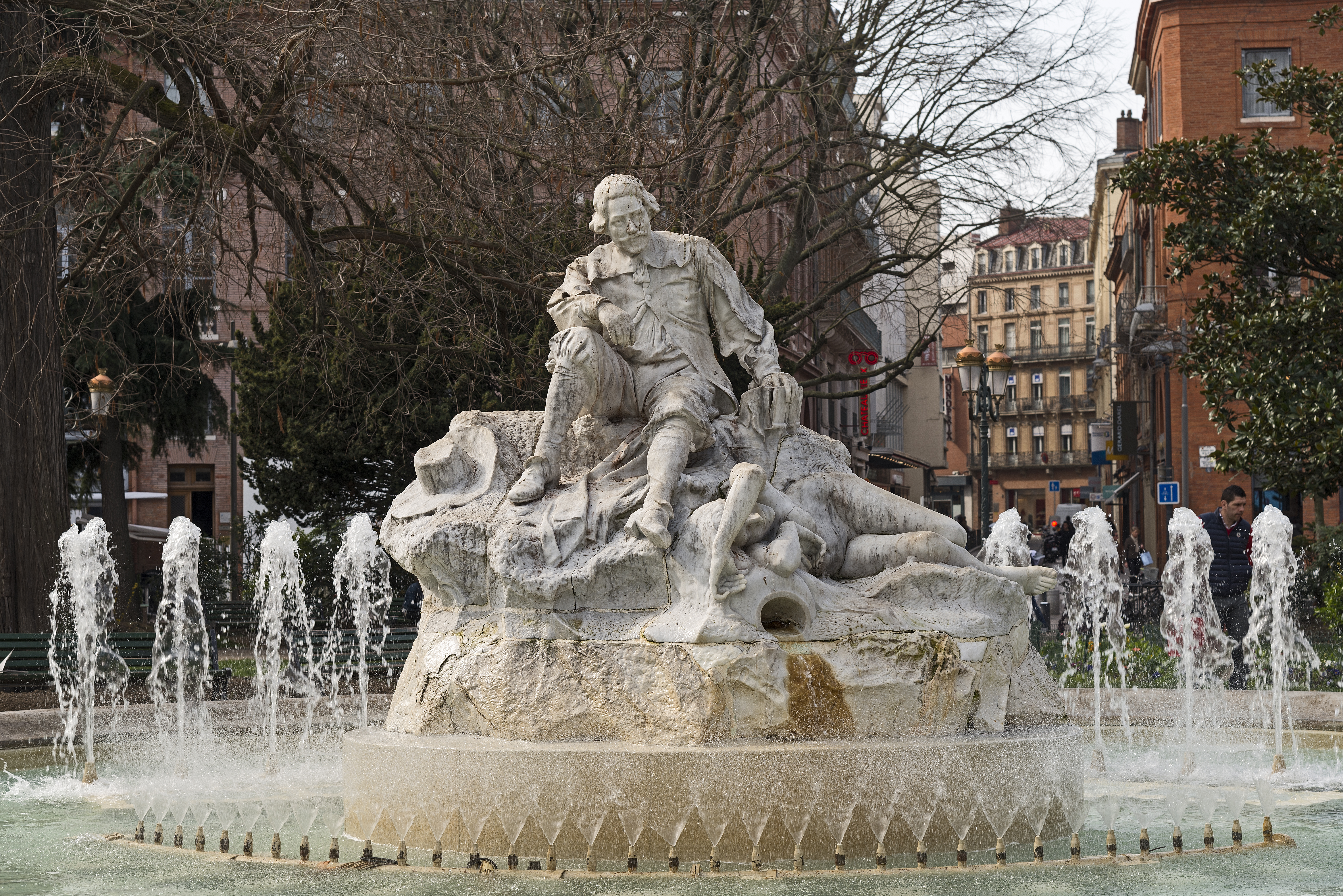
トゥールーズの詩人ピエール・グドゥランPierre Goudelinを題材にしたモニュメント
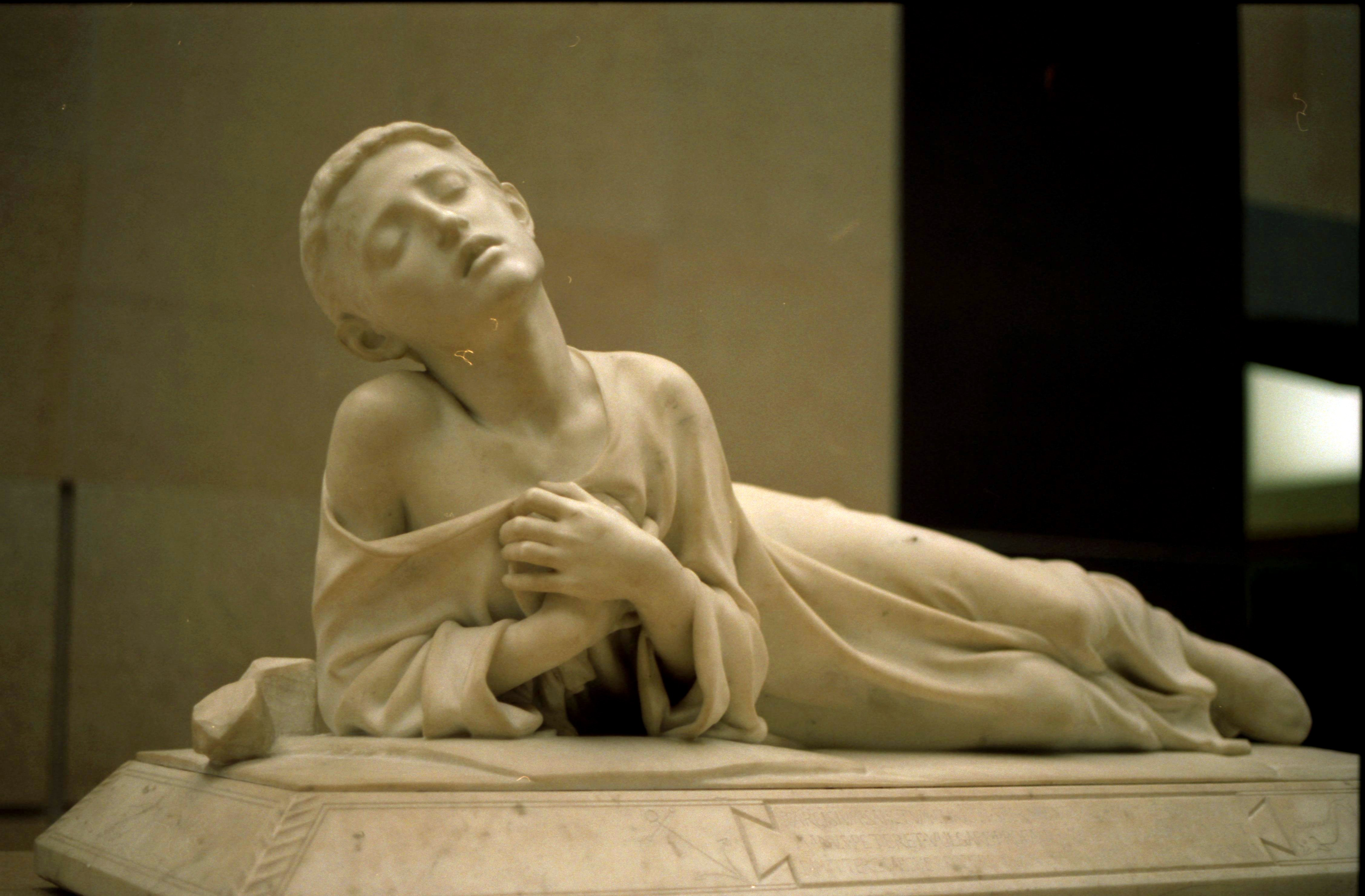
タルキシウス、キリスト教殉教者、オルセー美術館蔵
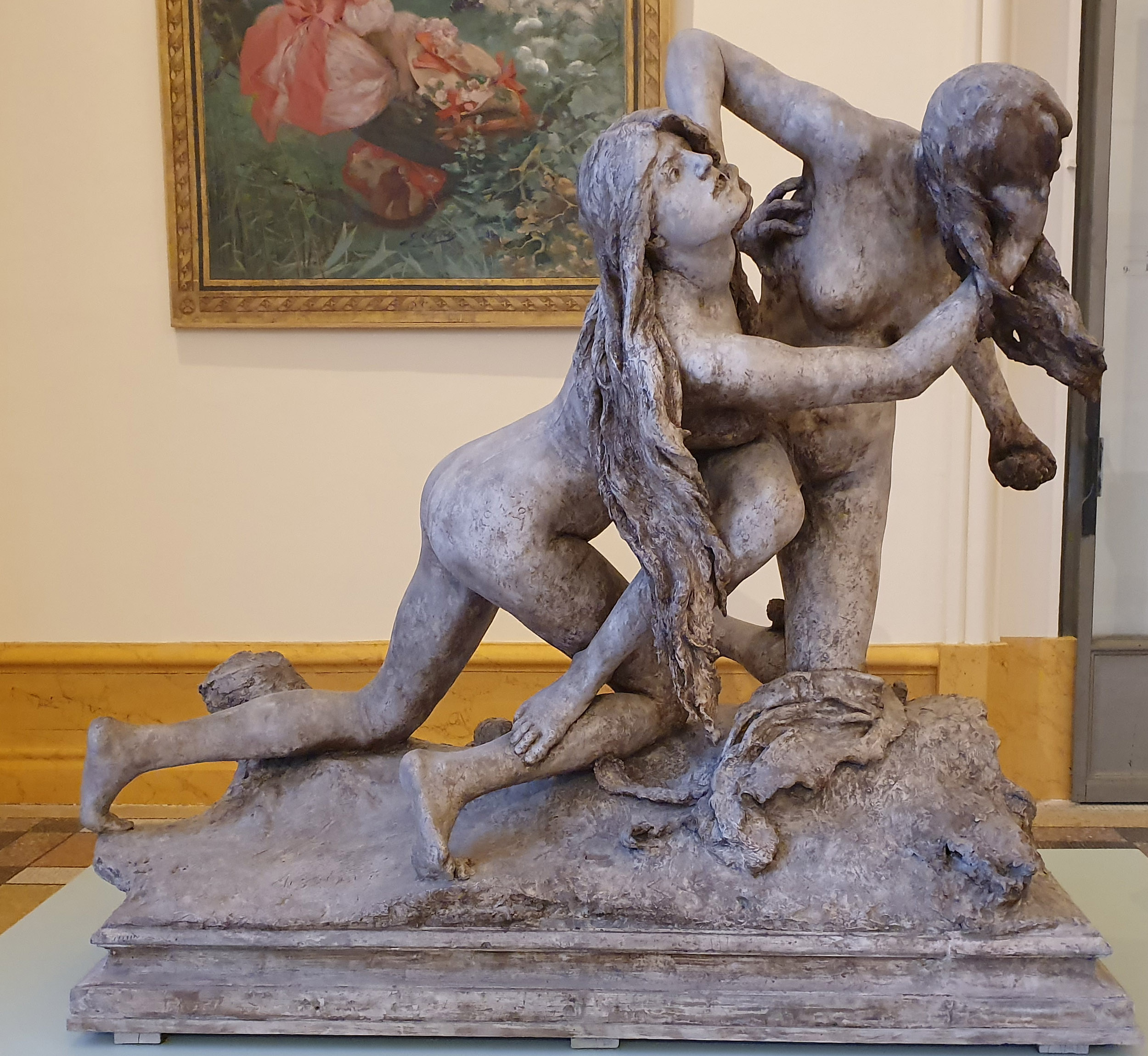
「バッカスの巫女たち」(1886)

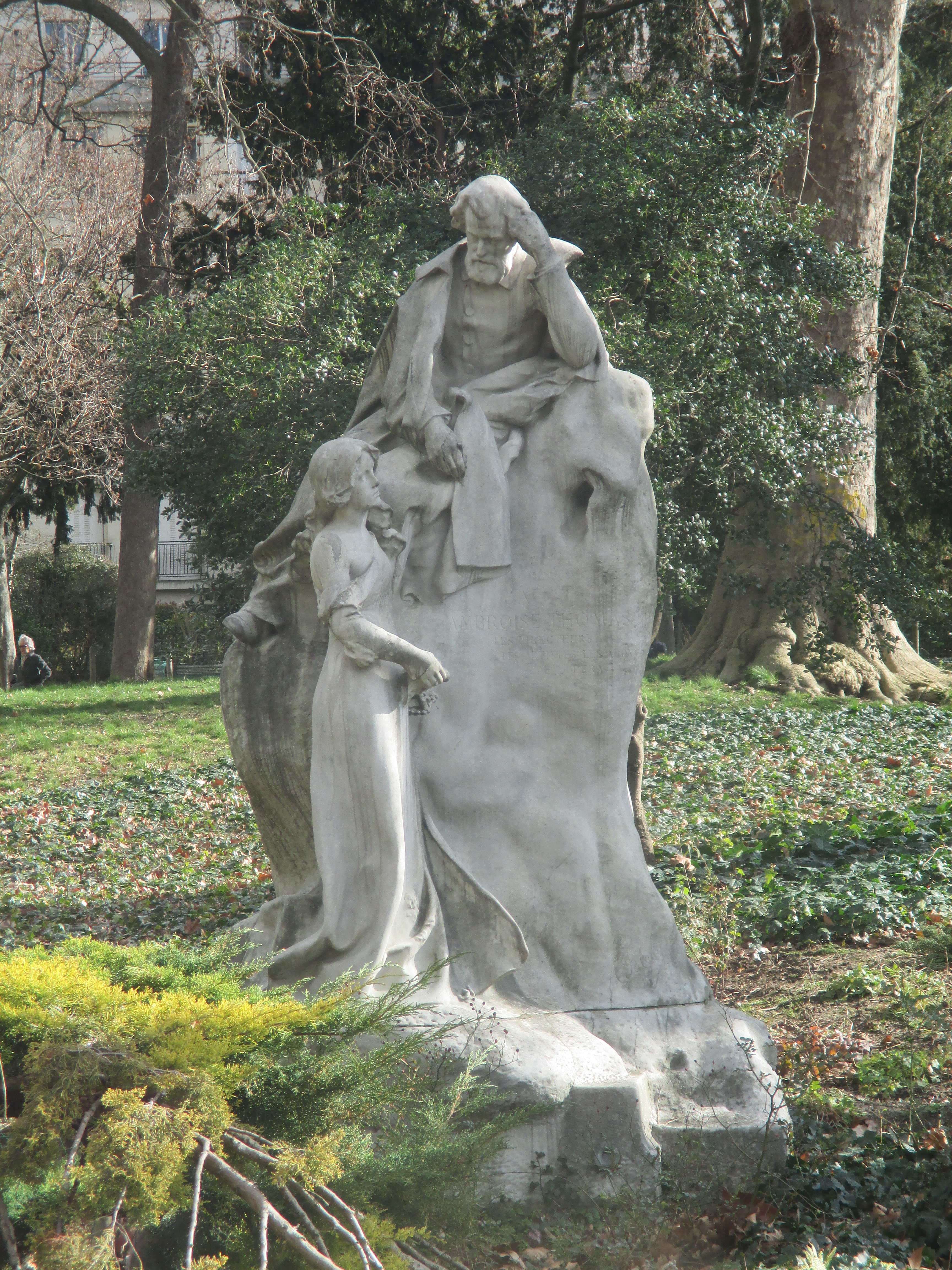
アンブロワーズ・トマのモニュメント
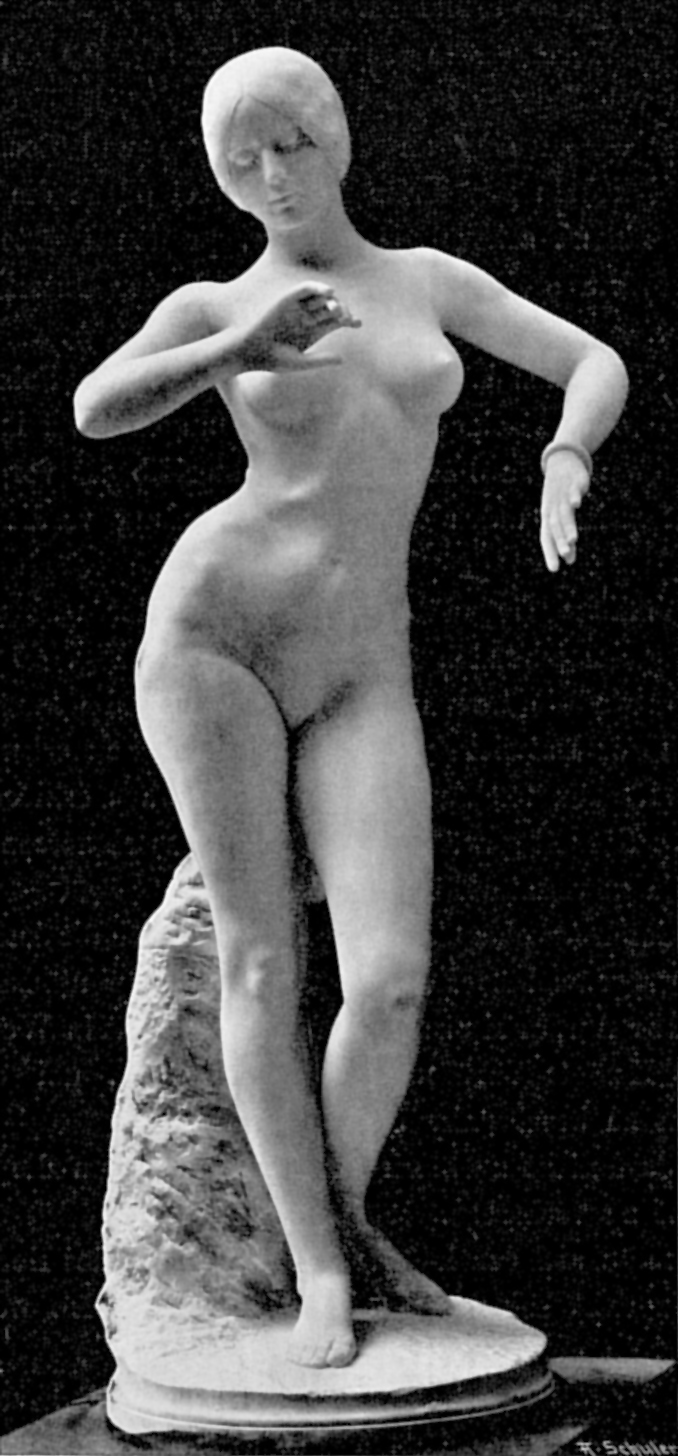
ダンサー、クレオ・ド・メロードがモデルとされる。
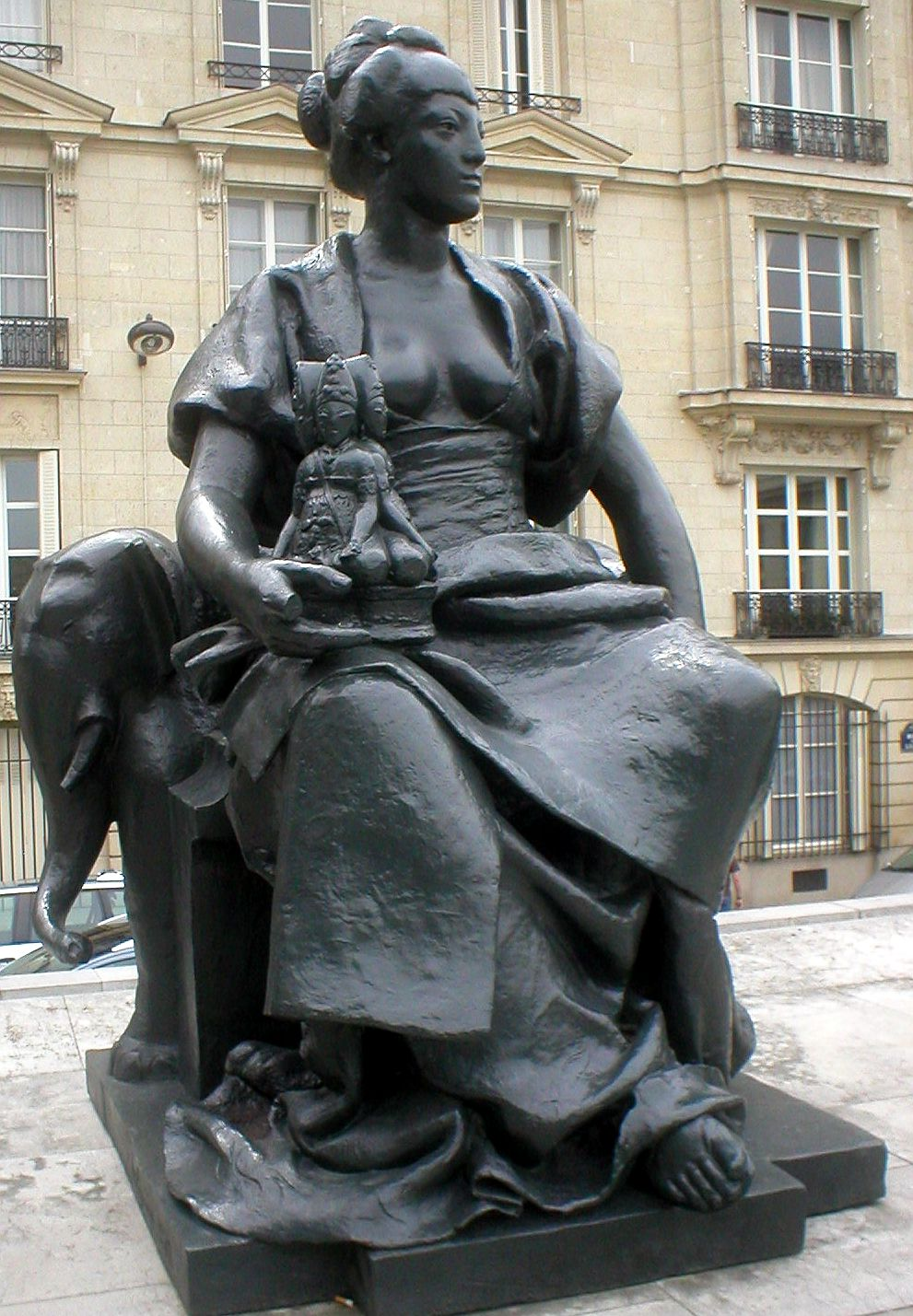
1878年のパリ万博で展示された各大陸の像『アジア』（1878年）オルセー美術館蔵
油絵「召使」